# Marked på Stege Torv
Marked på Stege Torv er et maleri af Albert Gottschalk fra 1892.